# Jaume Ferran
Jaume Ferran Camps, (Cervera, 13 de julio de 1928 - Smyrna (Georgia, Estados Unidos), 6 de febrero de 2016) fue un poeta y profesor universitario español. Se le conoce también como el poeta Jaime Ferrán.

## Biografía
Estudió Derecho en la Universidad de Barcelona y se doctoró en la de Madrid. En Barcelona, a comienzos de los cincuenta, publicó en la revista universitaria Laye. Fue un activo miembro del Sindicato Español Universitario (SEU) que llegó a presidir y colaboró en la revista Alcalá, editada por esa misma organización. En Madrid conoció y trabajó para Eugenio d'Ors. Fue ayudante de la cátedra de Ciencia de la Cultura de la universidad madrileña hasta 1954 y profesor de literatura española en las universidades estadounidenses de Colgate y Siracusa, presidiendo en esta última el Centro de Estudios Hispánicos que había sido fundado por el hispanista Homero Serís en los años cuarenta.
Fue uno de los representantes catalanes de la denominada Generación de los 50, junto con Carlos Barral, José Agustín Goytisolo, Jaime Gil de Biedma, Enrique Badosa, Lorenzo Gomis y Alfonso Costafreda. A Costafreda, amigo muy cercano, dedicará en 1983 su poemario, Libro de Alfonso. En los años cincuenta reside en Madrid, vive en el Colegio Mayor José Antonio, asiste a las tertulias de Vicente Aleixandre, y es amigo de Carlos Bousoño y Claudio Rodríguez. Mantiene en esta época el contacto con Cataluña y en 1955 introduce a su amiga Carmen Balcells, futura agente literaria, al grupo de escritores, poetas e intelectuales barceloneses.
Escribió la mayor parte de su obra en español, salvo sus memorias en dos volúmenes, que escribió en catalán. También tradujo al español algunos obras poéticas de autores catalanes como las de Joan Maragall, de quien hizo la tesis doctoral. Otros autores cuya poesía tradujo al español son Josep Carner, J.V. Foix, Pierre Emmanuel y W.B. Yeats. A mitad de los cincuenta conoce a Ezra Pound en el hospital de St. Elizabeth en Washington y años después en 1973 publicaría, en colaboración con su mujer, Carmen Rodríguez de Velasco, una traducción al castellano de su poesía. Después de su estancia en Colombia en los sesenta, publicará en 1970, para Ediciones Rialp de Madrid, una antología sobre la Generación sin nombre en donde agrupa poemas de jóvenes poetas colombianos de la época como Juan Gustavo Cobo, Darío Jaramillo Agudelo y Elkín Restrepo, entre otros. Su Antología parcial (1976), publicada mientras el autor vivía ya en Estados Unidos, fue uno de los primeros libros sobre la existencia de un grupo de poetas catalanes dentro de la Generación de los 50. Su estudio de la poesía de Alfonso Costafreda, publicado en 1981, es uno de los libros más importantes sobre este poeta que se suicidó en 1974 en Suiza.  
Con Desde esta orilla, libro de sonetos, logra un accésit en el premio Adonais en 1952. Los temas existenciales se combinan con evocaciones paisajísticas dentro de un marco de perfeccionismo formal. En 1953 ganó el premio de poesía Ciudad de Barcelona por su libro Poemas del viajero. El autor asistió a un congreso universitario ese año en el verano en la zona del Sarre en Alemania. Los poemas están escritos desde el municipio de Mettlach y también desde Londres. En el verano de 1954 viaja a Irlanda y escribe un libro de poesía viajera que se publicará años después, en 1982, titulado Cantos irlandeses. Fruto de su primer viaje a Estados Unidos en 1955 es el poemario Descubrimiento de América (1957), un recorrido poético por distintas partes del país.    
Al final de los cincuenta, después de haber pasado muchos años en Madrid, publica Canciones para Dulcinea (1959), un libro en el que se relaciona la poesía y la música en un tributo romántico al famoso personaje cervantino y al amor en general. Entrando ya en la década de los sesenta, aparece Libro de Ondina (1964), un libro sobre un amor ideal identificado con la naturaleza y el mar y en donde se hace referencia a la figura mitológica europea de Ondine, la ninfa de las aguas. En Nuevas cantigas (1967), libro ya escrito en Estados Unidos, en la ciudad de Syracuse mientras el autor ejerce de profesor, presenta poemas que evocan y reinterpretan el tema mariano de las Cantigas de Alfonso X, introduciendo una visión psico-metafísica de la propia vida del autor. En este libro se puede advertir el sentimiento religioso, cristiano, del autor, quien recuerda también su infancia en Cataluña durante el gran trastorno de la guerra civil. En 1971 aparece Memorial, libro de poemas amorosos escritos después de dos estancias en Bogotá, Colombia, en 1965 y en 1968. El tema de la ausencia de la amada, en este caso su mujer, mientras el poeta está lejos de ella en otro país, es esencial y le confiere al libro una sensación de soledad y desamparo. También incorpora el autor descripciones de las calles de Bogotá y paisajes exuberantes como la selva del sur de Colombia. La temática amorosa en Ferrán ha sido comparada con la del poeta Pedro Salinas.
Aunque temas como el viaje y el amor son asuntos fundamentales en su poesía, se pueden destacar otros como la memoria, la elegía, la espiritualidad religiosa y la amistad. Las alas del fénice (1988), por ejemplo, es un poemario en el que el escritor se acerca a los planteamientos de la teología de la liberación. Existe asimismo una dimensión épica o neo-épica en sus libros que comienza con Descubrimiento de América y que vuelve a aparecer, años después, en poemarios como Historia natural y Corónica, publicados a finales de los ochenta y a principios de los noventa. Dedicado a Carmen, su difunta esposa, es el poemario Libro de horas (2008).   
También se dedicó a la literatura infantil. La serie sobre Ángel, el personaje que baja del cielo y viaja por distintos países, dio lugar a distintos libros publicados por la editorial Doncel en los sesenta y setenta. El primer volumen Ángel en España fue traducido al alemán y al italiano. En 1967 ganó el Premio Lazarillo por su segundo libro de la serie, Ángel en Colombia. La poesía infantil está presente en otros libros como Tarde de circo, Mañana de parque, La playa larga y Cuaderno de música.
En su primer volumen de memorias, Memòries de ponent (2001), la amistad tiene un lugar muy especial en el proceso de recordar toda una vida. El autor recorre las distintas etapas y los diferentes países deteniéndose siempre en los amigos, los nuevos que va haciendo y el contacto con grandes figuras intelectuales, pero también los que son parte del pasado, un ayer lleno de nostalgia que se intenta siempre recobrar con los frecuentes retornos del autor y su familia a España (Cataluña y Madrid), donde se encuentra de nuevo con algunos de los muchos amigos del pasado, por ejemplo, poetas de Barcelona como Carlos Barral y José Agustín Goytisolo, durante los veranos con el pintor catalán Matías Palau Ferré, y en las épocas en las que puede pasar una temporada en Madrid, con el compositor y profesor de música José Peris Lacasa. Diari de tardor (2008), el segundo volumen, está propiciado por el recuerdo de su mujer fallecida en el 2001. El texto está escrito en forma de diálogo con ella e incluye una vida repartida entre Cataluña, Madrid y Estados Unidos. Existe un paralelismo entre este libro y el poemario elegíaco, publicado ese mismo año, Libro de horas. 
Póstumamente aparece otro libro de memorias en catalán, El cercle daurat (2019), texto dedicado también al tema de la amistad y a tantas personas que, a través del tiempo y en distintos países, han sido entrañablemente parte de la vida del autor. El libro es un compendio  de recuerdos, viajes, diarios, anotaciones y observaciones culturales y literarias de un escritor y profesor que en los últimos años de su vida, ya viudo, vivió en Estados Unidos al lado de sus hijos, en Minneapolis, Memphis y Smyrna (Atlanta), pudiendo también pasar largas temporadas épocas en Cataluña, en Cervera, su ciudad natal, siempre recordando el papel fundamental que tuvo en su vida su esposa Carmen. 

## Obras
| Poesía - La piedra más reciente (1952) - Desde esta orilla (1953, accésit en el Premio Adonáis de Poesía) - Poemas del viajero (1953, Premio Ciutat de Barcelona) - Descubrimiento de América (1957) - Canciones para Dulcinea (1959) - Libro de Ondina (1964) - Nuevas cantigas (1967) - Memorial (1971) - Cantos irlandeses (1982) - Libro de Alfonso (1983) - Las alas del Fénice (1988) - El ball del boll (1989, 2006) - Historia Natural (1989) - Corónica (1992) - Libro de horas (2008) - Mientras tú duermes (2022) Antologías - Juan Maragall. Antología (1960) - Eugenio d'Ors. Antología (1967) - Antología de una generación sin nombre (últimos poetas colombianos) (1970) - Antología parcial (1976) Ensayos - Los diálogos de Joan Maragall (1971) - Alfonso Costafreda (1981) - Lope de Vega (1984) - J.V. Foix (1986) | Memorias - Memories de ponent (2001, Premio Gaziel) - Diari de tardor (2008) - El cercle daurat (2019) Traducciones de poesía - Poemas. William Butler Yeats. (1957) - Pierre Emmanuel. Antología poética. (1964) - W.B. Yeats. Antología. (1973) - Introducción a Ezra Pound (1973) - Antología de Josep Carner (1977) - Las irreales omegas de J.V. Foix (1988) Traducciones de novelas - El grupo de Mary McCarthy (1966, con Carmen Rodríguez de Velasco). Editor - Spanish Writers of 1936: Crisis and Commitment in the Poetry of the Thirties and Forties (1973, con Daniel P. Testa) - Américo Castro: The Impact of His Thought: Essays to Mark the Centenary of His Birth (1988, con Ronald E. Surtz y Daniel P. Testa) Libros de niños - Ángel en España (1960) - Historias de mariposas (1966) - Ángel en Colombia (1967, Premio Lazarillo) - Tarde de circo (1967) - Ángel en USA, Norte (1971) - Ángel en USA, Sur (1971) - Mañana de parque (1972) - La playa larga (1981, Libro de interés en 1982, Ministerio de Cultura) - Cuaderno de música (1983) Antologías de su obra poética - Jaume Ferran. Caudal de Vida y Poesía. Antología poética. (2019) - Jaime Ferrán. El tiempo del amor no tiene historia. Antología. (2023) |